# Хеннеси, Джошуа
Джо́шуа «Джош» Хе́ннеси (англ. Joshua «Josh» Hennessy; 7 февраля 1985, Броктон, Массачусетс, США) — бывший профессиональный американский хоккеист, центральный нападающий. Завершил карьеру в 2018 году.

## Игровая карьера
10 июля 2006 года «Чикаго Блэкхокс» обменяли Хеннесси, защитников Михала Баринку и Тома Прайссинга и выбор во втором раунде драфта 2008 года в «Оттава Сенаторз» на нападающих Брайана Смолински и Мартина Гавлата.

## Статистика
По состоянию на 25 апреля 2014 года
```
                                            
                                            --- Regular Season ---  ---- Playoffs ----
Season   Team                        Lge    GP    G    A  Pts  PIM  GP   G   A Pts PIM
--------------------------------------------------------------------------------------
2000-01  Milton Academy              USHS   28   20   30   50   20  --  --  --  --  --
2001-02  Quebec Remparts             QMJHL  70   20   20   40   24   9   3   9  12   8
2002-03  Quebec Remparts             QMJHL  72   33   51   84   44  11   6   9  15  10
2003-04  Quebec Remparts             QMJHL  59   40   42   82   55  --  --  --  --  --
2004-05  Quebec Remparts             QMJHL  68   35   50   85   39  13   2   9  11   6
2005-06  Cleveland Barons            AHL    80   24   39   63   60  --  --  --  --  --
2006-07  Ottawa Senators             NHL    10    1    0    1    4  --  --  --  --  --
2006-07  Binghamton Senators         AHL    46   21   16   37   38  --  --  --  --  --
2007-08  Ottawa Senators             NHL     5    0    0    0    0  --  --  --  --  --
2007-08  Binghamton Senators         AHL    76   22   29   51   49  --  --  --  --  --
2008-09  Ottawa Senators             NHL     1    0    0    0    0  --  --  --  --  --
2008-09  Binghamton Senators         AHL    59   20   17   37   26  --  --  --  --  --
2009-10  Ottawa Senators             NHL     4    0    0    0    0  --  --  --  --  --
2009-10  Binghamton Senators         AHL    78   30   38   68   26  --  --  --  --  --
2010-11  Lugano                      NLA    36    9   10   19   22   1   0   0   0   0
2011-12  Boston Bruins               NHL     3    0    0    0    2  --  --  --  --  --
2011-12  Providence Bruins           AHL    69   19   22   41   22  --  --  --  --  --
2012-13  Vityaz Chekhov              KHL    69   19   22   41   22   2   0   0   0   4
2013-14  Vityaz Chekhov              KHL    19    1    7    8   10  --  --  --  --  --
2013-14  Kloten                      NLA     1    0    0    0    0   6   1   3   4   2
--------------------------------------------------------------------------------------
         NHL Totals                         23    1    0    1    6  --  --  --  --  --

```